# Internazionali Femminili di Palermo 1997
Gli Internazionali Femminili di Palermo 1997 sono stati un torneo femminile di tennis giocato sulla terra rossa.
È la 10ª edizione degli Internazionali Femminili di Palermo, che fa parte della categoria Tier IV nell'ambito del WTA Tour 1997.Si è giocato a Palermo in Italia, dal 14 al 20 luglio 1997.

## Campionesse

### Singolare
Sandrine Testud ha battuto in finale  Elena Makarova con il punteggio di 7–5, 6–3

### Doppio
Silvia Farina /  Barbara Schett hanno battuto in finale  Florencia Labat /  Mercedes Paz con il punteggio di 2–6, 6–1, 6–4